# تومب ريدر (سلسلة)

شعار تومب رايدر الأصلي (أعلى)
شعار 2003-2010 (وسط)

تومب ريدر (بالإنجليزية: Tomb Raider) وتعني لصة القبور هو خليط إعلامي يتكون من ألعاب فيديو، ومجلات هزلية، وروايات، وجولات ملاهي، وأفلام، تتمحور حول مغامرات الشخصية الخيالية وعالمة الأثار البريطانية لارا كروفت. منذ صدور لعبة تومب رايدر عام 1996، تطورت السلسلة إلى خليط إعلامي مربح، وأصبحت لارا أيقونة كبيرة في صناعة الألعاب الافتراضية. وأقرت موسوعة غينيس للأرقام القياسية بأن لارا كروفت «أكبر شخصية بشرية نجاحاً في ألعاب الفيديو» عام 2006. وقد طورت كور ديزاين أول ست ألعاب في السلسلة، بينما طورت كريستال دينامكيس الألعاب الست الأخيرة. فلمان (لارا كروفت: تومب رايدر وتومب رايدر لارا كروفت: مهد الحياة) أُنتجا ببطولة الممثلة الأمريكية أنجيلينا جولي في دور لارا كروفت، أولهما كان ولعدة سنوات أكثر فيلم مشتق عن لعبة فيديو دخلاً.

## لارا كروفت
خريطة تشير إلى الأماكن التي قامت «لارا كرافت» بزيارتها أثناء اللعبة:
| تومب رايدر خريطة العالم الألعاب: تومب رايدر/الذكرى تومب رايدر II تومب رايدر III تومب رايدر الرؤيا الأخيرة سجلات تومب رايدر تومب رايدر: ملاك الظلام تومب رايدر: الأسطورة تومب رايدر:عالم الجريمة ملف:Locator Solid red.svg تومب رايدر (2012) فيلكابامبا اليونان مصر أطلانطس ماريا دوريا البندقية سور الصين العظيم التبت إنجلترا أنتاركتيكا جنوب المحيط الهادئ الهند نيفادا أنغكور وات روما نيويورك جزيرة أيرلندا زابادنايا ليتسا براغ باريس تياواناكو باراييسو اليابان غانا نيبال كازاخستان تايلند المكسيك جزيرة جان مايان بحر أندامان المحيط المتجمد الشمالي ملف:Locator Solid red.svg |

## وصلات خارجية
- الموقع الرسمي
- ويكيرايدر (ويكي مكرسة للسلسلة)